# جوليا ميدلتون
جوليا ميدلتون (بالإنجليزية: Julia Middleton)‏ هي سيدة أعمال بريطانية، ولدت في 1958.